# István Szabó
István Szabó, 18. veljače 1938. u Budimpešti, mađarski je filmski redatelj. 

## Životopis
U mladosti je bio sudionik Mađarske revolucije 1956. i (kako se kasnije pokazalo) bio je prisiljen surađivati s komunističkim režimom.
Tijekom 1960-ih i 1970-ih režirao je filmove u svojoj domovini Mađarskoj.
Tijekom 1980-ih István Szabó pravi trilogiju s glumcima s njemačkog govornog područja, a u svim filmovima Klaus Maria Brandauer igra glavnu ulogu. U ovu trilogiju ubrajaju se filmovi Mephisto (1981., dobitnik Oscara), Pukovnik Redl (1985.) i Hanussen (1988.). Mephisto, koji je dobio Oscara za najbolji film, je adaptacija istoimenog romana Klausa Manna. Film govori o Heinrichu Höpfkenu koji nema savjesti te surađuje i poistovjećuje se s Nacističkom strankom te na taj način dobiva bolji posao i društvenu poziciju.
Pukovnik Redl govori o Alfredu Redlu, šefu austro-ugarske obavještajne službe koji je 1913. godine počinio samoubojstvo kada je otkriveno da je bio ruski špijun. Hanussen, na kraju opisuje vidovnjaka u Njemačkoj 1920-ih kojeg su nacisti ubili. Tema filma ponovo je pojedinac, umjetnik i njegovo ponašanje u autoritarnom režimu.
U kasnijim filmovima na engleskom jeziku, Szabó nastavlja s istom tematikom, npr. u filmu Sunshine (1999.), u kojem obrađuje modernu povijest Mađarske, kao i u filmu Taking Sides (2001.) u kojem portretira dirigenta Fürtwänglera (igra ga Stellan Skarsgård) te njegov odnos prema nacizmu. Szabó je napravio i romantičnu dramu 'Meeting Venus (1991.), o opernoj zvijezdi i njenom problemu. 
Godine 2006. otkriveno je da je István Szabó surađivao s komunističkim režimom. On se branio da je to činio kako bi spasio živote svojih prijatelja.

## Filmografija (izbor)
- Mefisto (1981.)
- Pukovnik Redl (1985.)
- Hanussen (1988.)
- Meeting Venus (1991.)
- Sunshine (1999.)
- Taking Sides (2001.)
- Biti Julia (2004.)

## Vanjske poveznice
- István Szabó u internetskoj bazi filmova IMDb-u (engl.)